# Joan Collell Ferrusola
Joan Collell Ferrusola (Fontocoberta, 1953) arranjador i constructor de bots. Va rebre la medalla de bronze de la Reial Orde del Mèrit Esportiu el 23 de setembre de 2016.

## Biografia
Va estudiar a l'escola de Fontcoberta on va coincidir amb els germans Estarriola, en Joan i en Pere dues persones molt vinculades a l'esport del rem. No ja com a esportistes sinó com a directius i federatius, el primer d'ells com a soci fundador i primer president de l'Associació dels Amics del Rem i el segon com a president del col·legi d'àrbitres de la Federació Espanyola de Rem. Germans amb qui anys més tard es tornaria a retrobar, però aquest cop formant part del mateix club esportiu: el Club Natació Banyoles, on tots ells s'iniciaren en l'esport del rem. A mitjans dels anys seixanta la família d'en Joan es trasllada a viure a Banyoles i va ser quan va aprendre dibuix lineal de la mà d'en Francesc Figueras de Ameller, i «teneduria de llibres» a l'acadèmia del Sr. Parnau.
Va treballar d'ebenista a l'empresa Mobles Constans i posteriorment va entrar en el món del rem l'any 1976 de la mà de Pedro Abreu qui li va proposar fer-se càrrec del manteniment de la flota de rem que es trobava dipositada al Club Natació Banyoles quan tot just va acabar el servei militar. Un cop acceptà la feina es va formar a les cases Empacher (Ebersbach- Alemanya) i Stampfli (Zúric – Suïssa).
L'any 1980, acabada l'etapa Abreu del Club Natació Banyoles, fou contractat per mantenir la flota de rem de la Federació Italiana de Rem a Piediluco, feina que alternà amb la construcció de bots de rem olímpic per a diferents clubs espanyols.
L'any 1982, la Generalitat de Catalunya es va fer càrrec de la flota i va crear el Centre Català de Rem Olímpic i va entrar a formar part de la plantilla d'aquella institució. Des de llavors que es dedica a la reparació i posada a punt de les embarcacions de diferents federacions estatals de rem, així com de diversos clubs, tant espanyols com estrangers.
S'ha dedicat a recollir i preservar tot allò que d'una manera o altra té a veure amb el rem. El seu taller, es pot consider un museu del rem. S'hi podem trobar carros, pedalines i rems que avui en dia semblen antiquats, uns quants bots que es podrien anomenar històrics, llibres, plànols, miniatures i una gran col·lecció de pòsters de rem, que sobrepassen els quatre-cents exemplars, alguns d'ells de finals del segle xix.